# Ghost Valley Raiders
Pour plus de détails, voir Fiche technique et Distribution.
Ghost Valley Raiders est un film américain réalisé par George Sherman, sorti en 1940.

## Fiche technique
- Titre : Ghost Valley Raiders
- Réalisation : George Sherman
- Scénario : Bennett Cohen (en)
- Photographie : Ernest Miller
- Montage : Lester Orlebeck (en)
- Pays de production : États-Unis
- Format : Noir et blanc - 1,37:1 - Mono
- Genre : western
- Durée : 57 minutes
- Date de sortie : 1940

## Distribution
- Donald Barry : Tim Brandon alias The Tolusa Kid
- Lona Andre :Linda Marley
- LeRoy Mason : Frank Ewing
- Tom London : Shériff
- Jack Ingram (en) : Sam Kennelly
- Horace Murphy (en) : Mob Ringleader
- Yakima Canutt